# 妮娅·阿里
妮娅·阿里（英語：Nia Ali，1988年10月23日—）是一名美国女子田径运动员，专长100米栏、七项全能和其他项目。她生于宾西法尼亚州，后来移居新泽西州。
2016年以12.59秒的成绩赢得里约奥运会女子100米栏银牌。

## 外部連結
- 妮娅·阿里在国际奥林匹克委员会的资料
- 妮娅·阿里在的頁面
- 妮娅·阿里的Facebook專頁
- 妮娅·阿里的X（前Twitter）
- 妮娅·阿里的Instagram帳戶